# Berenguer Estanyol
Berenguer Estañyol – namiestnik Księstwa Aten z ramienia księcia Manfreda Aragońskiego w latach 1312 – 1316.
W 1312 po śmierci Rogera Deslaura Katalończycy zwrócili się do Fryderyka II Aragońskiego, króla Sycylii, o nawiązanie przyjaznych stosunków z Księstwem Aten. Dokonany przez nich podbój Księstwa zaniepokoił sąsiadów, a Katalończycy nie mieli w swoim gronie ludzi o odpowiednim pochodzeniu, którzy mogliby zyskać uznanie jako samodzielni władcy. Król Sycylii wyraził zgodę na udzielenie pomocy pod warunkiem uznania jego władzy i zaprzysiężenia jego młodszego syna Manfreda jako prawowitego, prawdziwego i naturalnego pana. Katalończycy nie oponowali i w tym samym roku Manfred przysłał z Sycylii, jako swego namiestnika don Berenguera. Katalończycy pod jego rządami musieli stawić opór atakującym ich sąsiadom: władcom Tesalii i Epiru, Wenecjanom z Eubei oraz młodemu księciu de Brienne. Berenguer Estañyol zmarł w 1316 roku.